# Minuskel 77
Minuskel 77 (in der Nummerierung nach Gregory-Aland), A 143 (von Soden) ist eine griechische Minuskelhandschrift des Neuen Testaments auf 302 Pergamentblättern (24 × 18,5 cm). Mittels Paläographie wurde das Manuskript auf das 11. Jahrhundert datiert. Die Handschrift ist vollständig.

## Beschreibung
Die Handschrift enthält den Text der vier Evangelien mit einem Kommentar. Er wurde einspaltig mit je 21 Zeilen geschrieben (Kommentar - 54). Das Pergament ist dünn und mittel. Die Handschrift enthält die Epistula ad Carpianum, Eusebische Tabellen, Prolegomena (zwei zu Johannes), Listen der κεφαλαια, κεφαλαια, τιτλοι, Ammonianische Abschnitte (Markus 233), den Eusebischen Kanon, Lektionar-Markierungen und Synaxarion durch spätere Hand.

## Text
Der griechische Text des Kodex repräsentiert den Byzantinischen Texttyp. Kurt Aland ordnete ihn in Kategorie V ein.

## Geschichte
Die Handschrift gehörte wie Kodex 78 dem ungarischen König Matthias Corvinus (1458–1490). Sie wurde durch Herman Gerhard Treschow und Karl Alter kollationiert. Alter verwendete sie in seiner Ausgabe des griechischen Textes des Neuen Testaments. Caspar René Gregory kollationierte sie 1887.
Der Kodex befindet sich in der Österreichischen Nationalbibliothek (Theol. gr. 154) in Wien.